# 綏江県
綏江県（すいこう-けん）は中華人民共和国雲南省昭通市に位置する県。

## 歴史
清代に靖江県が設置される。1913年に江蘇省に同名の県が存在したことから綏江県と改称された。

## 行政区画
下部に5鎮を管轄する。
- 中城鎮、南岸鎮、新灘鎮、会儀鎮、板栗鎮

## 交通

### 道路
- 国道
  - G213国道